# مشكلة جدولة عمل التمريض
مشكلة جدولة عمل الممرضات (NSP) هي مشكلة تتعلق بتحديد جدول عمل الممرضات، بحيث يكون هذا الجدول معقولاً (أو عادلاً) وفاعلاً على حد سواء. وبالرغم من أن هذه المشكلة تبدو طفيفةً، إلا أنها مشكلة معقدة بسبب قيودها المتعددة والعديد من مضاعفاتها المحتملة.
وهي مثالٌ جيدٌ على الصعوبات التي يتم مواجهتها في البرمجة القيدية.

## الوصف العام
تكمن مشكلة جدولة عمل الممرضات (NSP) في تعيين المناوبات والعطلات للممرضات. ويوجد لدى الممرضة أو الممرض رغبات/قيود. وتوصف المشكلة في ضوء إيجاد جدول زمني يراعي قيود الممرضات ويحقق أهداف المستشفى في آنٍ واحد. وبشكلٍ تقليدي، يمكن للممرضة العمل 3 مناوبات بسبب كون التمريض عملاً تناوبيًا:
- مناوبة نهارية
- مناوبة ليلية
- مناوبة ليلية متأخرة

يجب علينا في هذه المشكلة البحث عن حلٍ يُلبي أكبر عدد ممكن من الرغبات، مع عدم الإخلال باحتياجات المستشفى في الوقت نفسه.
وتكمن بعض أمثلة القيود في:
- لا تعمل الممرضة مناوبة نهارية ومناوبة ليلية ومناوبة ليلية متأخرة في نفس اليوم (لأسباب واضحة).
- قد تأخذ الممرضة عطلة وبالتالي لن تعمل بنظام المناوبات خلال هذا الوقت.
- لا تقوم الممرضة بمناوبة ليلية متأخرة متبوعة بمناوبة نهارية في اليوم التالي.

## المعوقات
هناك نوعان من المعوقات:
- معوقات صعبة: إذا أخفق هذا المعوق، فسيكون الجدول الزمني بأكمله غير صالح.
- معوقات سهلة: من المستحسن التخلص من هذه المعوقات، ولكن عدم التخلص منها لا يجعل الجدول غير صالح.

## معوق الصلاحية مع مرور الوقت
تأتي القيود العامة الصعبة مع دوران الوقت: تكون القدرة التنظيمية مطلوبةً باستمرار في هذا الإطار. وإلا بمجرد بدء الفترة الزمنية المجدولة، يتم تنفيذ التغييرات بعيدًا عن الظروف الأولية. ودون وجود تغذية راجعة، يؤدي عدم وجود إعادة جدولة إلى نوعيةٍ سيئةٍ من الخدمة، إن لم تتم إتاحة دور غير مقيد. ودون وجود قدرة تنظيمية فيما بعد، لن يتحقق التسلسل المجدول في الوقت المناسب.
- تقع حالات انقطاع الموظفين. ومن لحظة وقوع الانقطاع الأول، سيكون هناك فشل في الجزء التالي الآخر المحدد في الجداول الزمنية وذلك فيما يتعلق بالتنفيذ الكامل للمهام المحددة أو على الأقل دقة توقيتاتها.
- يكون هناك وقت زائد مع حدوث الكبوة الأولى إلى جانب وجود تجاوزات في عمليات الإنهاء التالية للمهام. وستقوم جميع المهام المتسلسلة بترحيل الكبوة التي حدثت إلى المهام التالية، حتى يتم تعيين قوة عاملة إضافية في الفريق للقيام بها.

## جهود الحوسبة
نتيجةً لعدد القيود الكبير والحلول العديدة الممكنة، يُعد استخدام المنهج التجريبي، مثل الخوارزميات الوراثية المساعدة أو البحث المحلي هوالحل الأمثل لهذه المشكلة. وكالعديد من مشكلات الجدولة، تبدو صعوبة هذه المشكلة كصعوبة أكثر المسائل تعقيدًا والمتمثلة في مسألة إن بي-هارد (NP-hard) ( المسائل التي لا يوجد خوارزمية لحلها). وقد نجح المنهج التجريبي كوكو سيرش (Cuckoo Search) في معالجة هذه المشكلة.